# Каміль Айглон
Каміль Айглон (фр. Camille Ayglon, нар. 21 травня 1985) — французька гандболістка, срібна призерка Олімпійських ігор 2016 року.

## Виступи на Олімпіадах
| Олімпіада           | Дисципліна | Місце |
| ------------------- | ---------- | ----- |
| Пекін 2008          | гандбол    | 5     |
| Лондон 2012         | гандбол    | 5     |
| Ріо-де-Жанейро 2016 | гандбол    | 2     |